# Lee Barnes
Lee Stratford Barnes Jr. (Salt Lake City, 16 luglio 1906 – Oxnard, 28 dicembre 1970) è stato un astista statunitense.

## Biografia
Studiò  alla University of Southern California a Los Angeles. Ai Giochi della VIII Olimpiade vinse l'oro nel salto con l'asta ottenendo un risultato migliore degli statunitensi Glen Graham (medaglia d'argento) e di BerJames Brooker.

## Palmarès
| Anno | Manifestazione  | Sede   | Evento           | Risultato | Prestazione | Note |
| ---- | --------------- | ------ | ---------------- | --------- | ----------- | ---- |
| 1924 | Giochi olimpici | Parigi | Salto con l'asta | Oro       | 3,95 m      |      |